# Bugonia (película)
Bugonia es una próxima película de ciencia ficción y comedia dirigida por Yorgos Lanthimos con guion de Will Tracy. Es una nueva versión en inglés de la película surcoreana de 2003 Save The Green Planet! dirigida por Jang Joon-hwan.
Está previsto que Bugonia se estrene en Estados Unidos y Canadá el 7 de noviembre de 2025.

## Sinopsis
Dos jóvenes obsesionados con las conspiraciones secuestran a la poderosa directora ejecutiva de una importante empresa, convencidos de que es un extraterrestre que intenta destruir el planeta Tierra.

## Reparto
- Emma Stone como Michelle, directora ejecutiva de una gran empresa farmacéutica
- Jesse Plemons como Teddy, un apicultor conspirador.
- Alicia Silverstone como La madre de Teddy

## Producción
Un desarrollo de una nueva versión en inglés de la película surcoreana Save The Green Planet! dirigida por Jang Joon-hwan comenzó en 2020 con Will Tracy adaptando el guion y Jang encargado de dirigir el remake.Ari Aster fue contratado para producir y jugó un papel decisivo en la contratación de Tracy y la decisión de cambiar el género del personaje central de un hombre a una mujer.
En febrero de 2024, se reveló que Yorgos Lanthimos dirigiría el remake en lugar de Jang, y Element Pictures se uniría al equipo de producción. Emma Stone también estaba en conversaciones para protagonizar la película, lo que la convierte en su cuarta colaboración con Lanthimos.Jesse Plemons se unió oficialmente al elenco cuando se retituló Bugonia y se llevó al Mercado de Cine de Cannes en mayo.
En octubre, Alicia Silverstone se unió al elenco.

### Rodaje
El rodaje comenzó en julio de 2024 en High Wycombe, Inglaterra.

## Estreno
Focus Features adquirió los derechos de distribución en Estados Unidos del proyecto en el Marché du Film en mayo de 2024, mientras que CJ ENM mantuvo los derechos de distribución en Corea del Sur y Universal Pictures se hizo cargo de la distribución internacional en el resto del mundo.
El estreno de la película está previsto en Estados Unidos y Canadá el 7 de noviembre de 2025.